# Референдум в Швейцарии (1889)
Референдум по федеральному закону о платёжеспособности и долгу в Швейцарии проходил 17 ноября 1889 года Закон был одобрен 52,9% голосов избирателей.

## Избирательная система
Референдум по федеральному закону о платёжеспособности и долгу был факультативными и требовал для одобрения большинство голосов избирателей.

## Результаты
| Выбор                                | Голосов | %    |
| ------------------------------------ | ------- | ---- |
| За                                   | 244 317 | 52,9 |
| Против                               | 217 921 | 47,1 |
| Пустых бюллетеней                    | 3 833   | –    |
| Недействительных бюллетеней          | 2 547   | –    |
| Всего                                | 468 618 | 100  |
| Зарегистрированных избирателей/ Явка | 661 225 | 70,9 |
| Источник: Nohlen & Stöver            |         |      |